# Szűcs László (költő)
Szűcs László (Nagyvárad, 1965. május 4. –) erdélyi magyar költő, újságíró, szerkesztő.

## Életútja
A nagyváradi Al. Moghioroş Líceumban érettségizett 1983-ban. Volt ipari festő, makettkészítő, földmérő, éjjeliőr, segédlevéltáros. Az 1980-as években a Kortárs Színpad 71 színjátszóegyüttes munkatársa, 1986-ban irodalmi titkára, 1986–88 között az Ady Endre Irodalmi Kör vezetőségi tagja, szervezője. Első írása a nagyváradi Fáklyában (1985), versei, műfordításai az Ifjúmunkásban jelentek meg. 1989-ben áttelepült Magyarországra, a Dátum c. budapesti napilap munkatársa lett, közölt a Nők Lapjában, a Kis Újságban, a Rakéta Regényújságban, a Somogyországban.
1990-ben visszatért Nagyváradra, közben főiskolai diplomát szerzett az esztergomi Vitéz János Főiskola újságíró tagozatán (1991). A Bihari Napló belső munkatársa és rovatvezetője, 1993-tól főszerkesztője, 1998-tól főszerkesztő-helyettese; 1991-ben a Jelenlét művészeti lap szerkesztője, ugyanakkor a Sziget című ifjúsági lap felelős szerkesztője; 1994–96 között a Kelet–Nyugat folyóirat szerkesztője; 1995–99 között a Bihari Napló Kalendárium felelős szerkesztője.
1996-tól az Ady Endre Sajtókollégiumban a műfajismeret tárgy előadója. 1998-tól a kollégium tanulmányi vezetője, 2002-től 2012-ig igazgatója. 1997-től a Magyar Újságírók Romániai Egyesülete (MÚRE) igazgatótanácsi tagja és Bihar megye kerületi megbízottja, 2004-től alelnöke, 2013-tól igazgatótanácsi tagja, 2016 szeptemberétől ismét alelnöke, az Egyesület által kiadott Romániai Magyar Sajtó időszaki lap szerkesztője. 2019 októberétől a MÚRE elnöke.
2002 tavaszán egyik alapítója a Várad kulturális folyóiratnak, kezdetekről a lap főszerkesztője, 2006 februárjától a folyóirat kiadójának menedzser-igazgatója 2020. december 31-ig.
2002 őszétől az Erdélyi Riport hetilap alapító felelős szerkesztője, 2005-től főszerkesztője 2016. december 31-ig, a 2015-től online formában működő lap megszüntetéséig. 2017 januárjától az Erdélyi Riport munkatársai által önkéntes munkával szerkesztett, a Holnap Kulturális Egyesület (HKE) által létrehozott Erport.ro portál főszerkesztője.
2020 december 31. után, a Várad folyóirat intézményi önállóságának felszámolását követően alapító főszerkesztője a HKE kiadásában 2021 márciusától jelentkező Újvárad folyóiratnak.

## Irodalmi munkássága
Versei jelentek meg az Alapműveletek (Bukarest, 1985), a Gyakorlótér (Budapest, 1989), a Váradykon (Nagyvárad, 2000) című antológiákban, a Székelyudvarhelyen kiadott Fagyöngy-antológiák 1994–97. évi köteteiben. Mintegy kétszáz, többnyire szépirodalmi, irodalomtörténeti tárgyú kötet szerkesztője. Tagja a Szépírók Társaságának és a Főszerkesztők Fórumának. Egyik alapítója a Kinde Annamária-díjnak.
Műfordításai jelentek meg (Mircea Cărtărescu két költeménye) a Gyémántlégkör című antológiában (HKE, 2021).
Szervezője a Várad folyóirat és a Szépírók Társasága 2007 óta rendszeresített, a kortárs magyar irodalmat népszerűsítő, évente tíz alkalommal, 2019-ig megtartott Törzsasztal-esteknek, majd az újabb, Kortárs klasszikusaink néven 2021-ben indult sorozatnak.  Egyik kezdeményezője és szervezője a 2009 óta évenként jelentkező Nagyváradi Könyvmaratonnak és a 2012 óta (egy év kihagyással) ugyancsak Nagyváradon jelentkező HolnapFeszt társművészeti projektnek.

## Kötetei
- Bolondok a parton (versek, Nagyvárad, 1988, szamizdat)
- Hátam mögött észak. (versek, 1984–1996; BN, Nagyvárad 1996, BN-könyvek, szerk. Gittai István)
- Péntek esti szabadságunk. A nagyváradi Ady Endre Irodalmi Kör húsz éve; (interjúk Sall László, Molnár János, szerk. Gittai István, Szűcs László; Bihari Napló, Nagyvárad, 1998 ,BN-könyvek
- Százéves a Napló (társszerző, Nagyvárad, 1998, BN könyvek)
- Időkút. Egy lehetséges múlt töredékei; (kisregény, Nagyvárad, 2002, BN-könyvek
- Jézus kopogott, neki adtam. Stoff M. Zita mallersdorfi Ferenc-rendi apáca élete; (memoár, Nagyváradi Ady Társaság, 2003)
- Bolondok a parton. Versek a nyolcvanas évektől napjainkig; (Concord Media Jelen, Arad, 2010, Irodalmi Jelen könyvek, szerk. Balázs Imre József)
- Gazoskönyv (válogatott publicisztikák, 2003–2008; Erdélyi Riport, Nagyvárad, 2013)
- Műfajok a magyar sajtóban; 2. bőv. kiad.; MÚRE, Marosvásárhely, 2016